# Zapotečki jezici
Zapotecan, jezična porodica američkih Indijanaca iz Meksika (Oaxaca), jedna od najvećih u Velikoj porodici Oto-Manguean. Obuhvaća jezike Indijanaca Zapotec, Papabucos, Chatino i Soltecos, koja nastavaju prvenstveno krajeve oko grada Oaxaca i obalu prevlake Tehuantepec i na sjeveroistok u planinama Sierra Juarez. Zapotecan Indijanci su tradicionaslno ratari. Poznati su (Zapotec) po ručno izrađenom zlatnom nakitu, košarama od palminih listova i totopos-tortiljama. Grupa poznata kao Papabucos klasificirana kao jedna od podgrupa Chatina, moguće da su im etnički nesrodni.

## Klasifikacija jezika
a) Chatino (6) jezika
b) Zapotec (57) jezika.

## Vanjske poveznice
- Ethnologue (14th)
- Ethnologue (15th)
- Zapotecan family